# Paruline à gorge jaune
Setophaga dominica
Espèce
Statut de conservation UICN

 LC  : Préoccupation mineure
La Paruline à gorge jaune (Setophaga dominica, anciennement Dendroica dominica) est une espèce de passereaux appartenant à la famille des Parulidae. Dans son Histoire Naturelle, Buffon décrivait cette espèce comme le Cou-jaune, ou Fauvette de Saint-Domingue.

## Répartition

zone de nidification
zone de nidification et d'hivernage
zone d'hivernage

C'est un petit oiseau migrateur des régions tempérées d'Amérique du Nord.

## Description
En été, le mâle reproducteur a le dessus et les ailes gris avec une double bande blanche sur les ailes. La gorge est jaune et le reste du ventre blanc. Il est strié de noir sur les flancs. La tête est nettement rayée de bandes noires et blanches, avec un long sourcil qui, selon les différentes sous-espèces, peut être jaune ou blanc. Les rémiges et rectrices sont noires.
Le plumage des autres oiseaux - immatures, femelles et mâles non-reproducteurs - fait un peu plumage délavé du mâle reproducteur en été; en particulier, ils ont des bandes moins nettement marquées sur la tête. La gorge jaune est moins brillante et sur le corps, le noir est remplacé  par du gris foncé. Par rapport à beaucoup d'autres parulines, le dimorphisme sexuel est cependant faible.

## Alimentation
Elle est insectivore mais consomme tout de même une quantité considérable de petits fruits et de nectar en dehors de la saison de reproduction. Sa nourriture est généralement ramassée directement sur les branches mais elle peut attraper les insectes volants dans un bref vol stationnaire.

## Reproduction
Elle construit des nids en forme de coupe dans un arbre, caché parmi les aiguilles de conifères ou les Tillandsia usneoides. La couvée se compose de 3 à 5 (généralement 4) œufs.

## Chant
Le chant des mâles est un sifflet clair, descendant. Les appels sont des see aigus ou des chips pointus.

## Répartition
Il se reproduit dans le sud-est de l'Amérique du Nord, et son aire de reproduction s'étend du sud de la Pennsylvanie au nord du Missouri, dans le golfe du Mexique. Deux sous-espèces, vivant au nord-ouest de la Floride et aux Bahamas, sont sédentaires. Les autres populations de cette espèce sont migratrices, hivernant sur la côte du Golfe, l'est de l'Amérique centrale et les Caraïbes. Des oiseaux vagabonds sont parfois vus en hiver au nord de l'Amérique du Sud.

## Habitat
Elle vit dans les forêts de préférence de conifères ou les espèces d'arbres de marécage, dans lesquels elle préfère faire son nid.
La paruline à gorge jaune n'est pas considérée comme une espèce menacée par l'UICN.

## Galerie

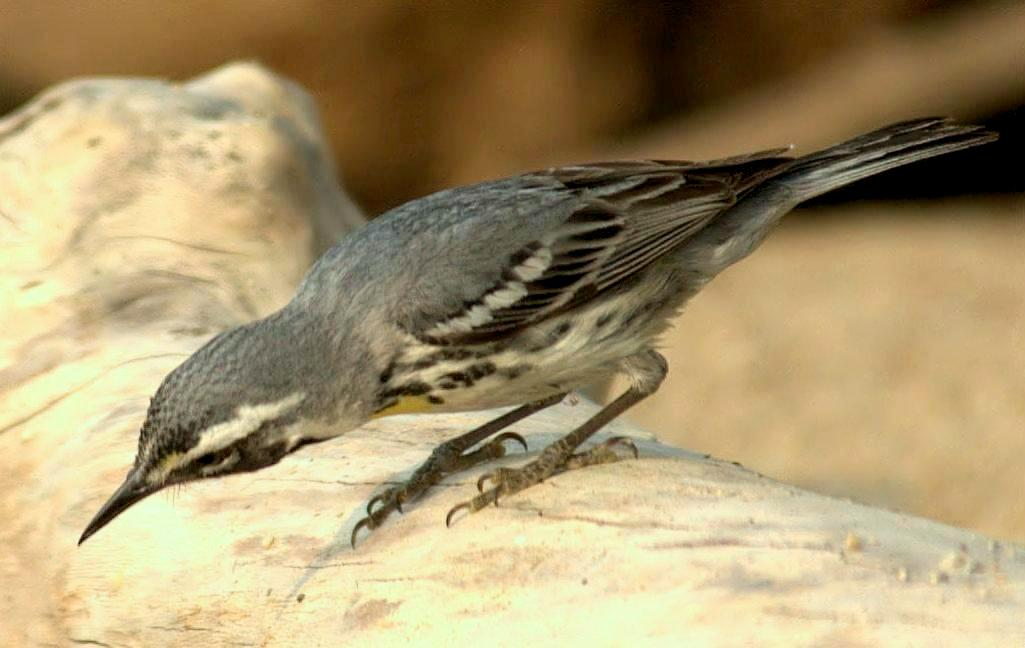
Vue de dessus
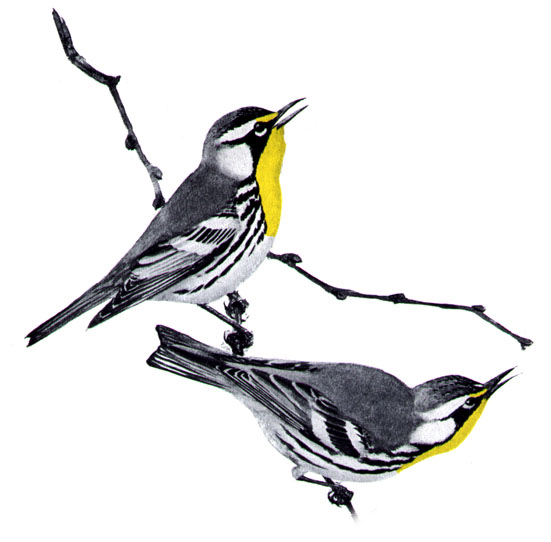
Couple (le mâle est en haut)